# Bruce Lee - Lotta di titani
Bruce Lee - Lotta di titani (noto anche con il titolo I maestri del Kung Fu; titolo originale: Tong sang ng foo) è un film del 1978 diretto da Lo Mar.
Film culto del genere, fa parte del filone "umoristico" del cinema marziale di Hong Kong, in seguito divenuto famoso a livello internazionale con i film di Jackie Chan.
I combattimenti, coreografati da Hsu Hsia, sono l'elemento portante del film e ne ricoprono gran parte della durata. I vari stili del kung fu vengono tutti sviluppati con forti dosi di umorismo, unito alle grandi doti acrobatiche dei protagonisti.
In Italia il film esce seguendo il crescente interesse del pubblico per i film di arti marziali cinesi, e proprio per questo motivo viene distribuito con il titolo Bruce Lee - lotta di titani, volendo far credere che il film sia interpretato da Bruce Lee, morto all'epoca da più 5 anni. In seguito la Warner Bros. lo distribuisce in home video con il titolo I maestri del Kung Fu.

## Trama
Il Maestro Wan ha tre allievi in gamba, i quali però vengono battuti da un lottatore solitario, il quale gira per i paesi prefiggendosi di insegnare il vero kung fu.
Umiliati dalla sconfitta, i tre ragazzi si rendono conto di avere ancora molto da imparare nelle arti marziali. Inoltre, l'unico modo per ripagare il loro maestro dell'umiliazione subita è quello di battere il lottatore solitario.
Decidono così di separarsi e di cercare ognuno un maestro diverso, per poi unirsi di nuovo entro sei mesi e sconfiggere il lottatore solitario come regalo di compleanno per il proprio maestro. Quest'ultimo, intanto, vistosi abbandonato senza spiegazioni dai propri allievi, cade in una forte depressione e comincia a bere. Trovato nuovi stimoli, torna ad allenarsi.
Passati i sei mesi, gli allievi fanno ritorno e come sorpresa per il proprio maestro, invitano il lottatore solitario alla piccola festa che hanno organizzato, in modo da poter finalmente sconfiggere l'avversario, davanti agli occhi del loro amato maestro. Non essendo ancora all'altezza del lottatore solitario, invocano l'aiuto del proprio maestro, che vedendo i propri allievi cadere sotto i colpi dell'avversario ed allo stremo delle forze, decide di intervenire affrontando il lottatore solitario! Spinto da una rinnovata forza, il maestro riesce a sconfiggere il proprio avversario, cancellando l'onta del disonore per le diverse sconfitte che ha dovuto subire durante questi 6 mesi.